# 瓦德斯科耶湖
55°32′22.20″N 44°11′31.20″E / 55.5395000°N 44.1920000°E

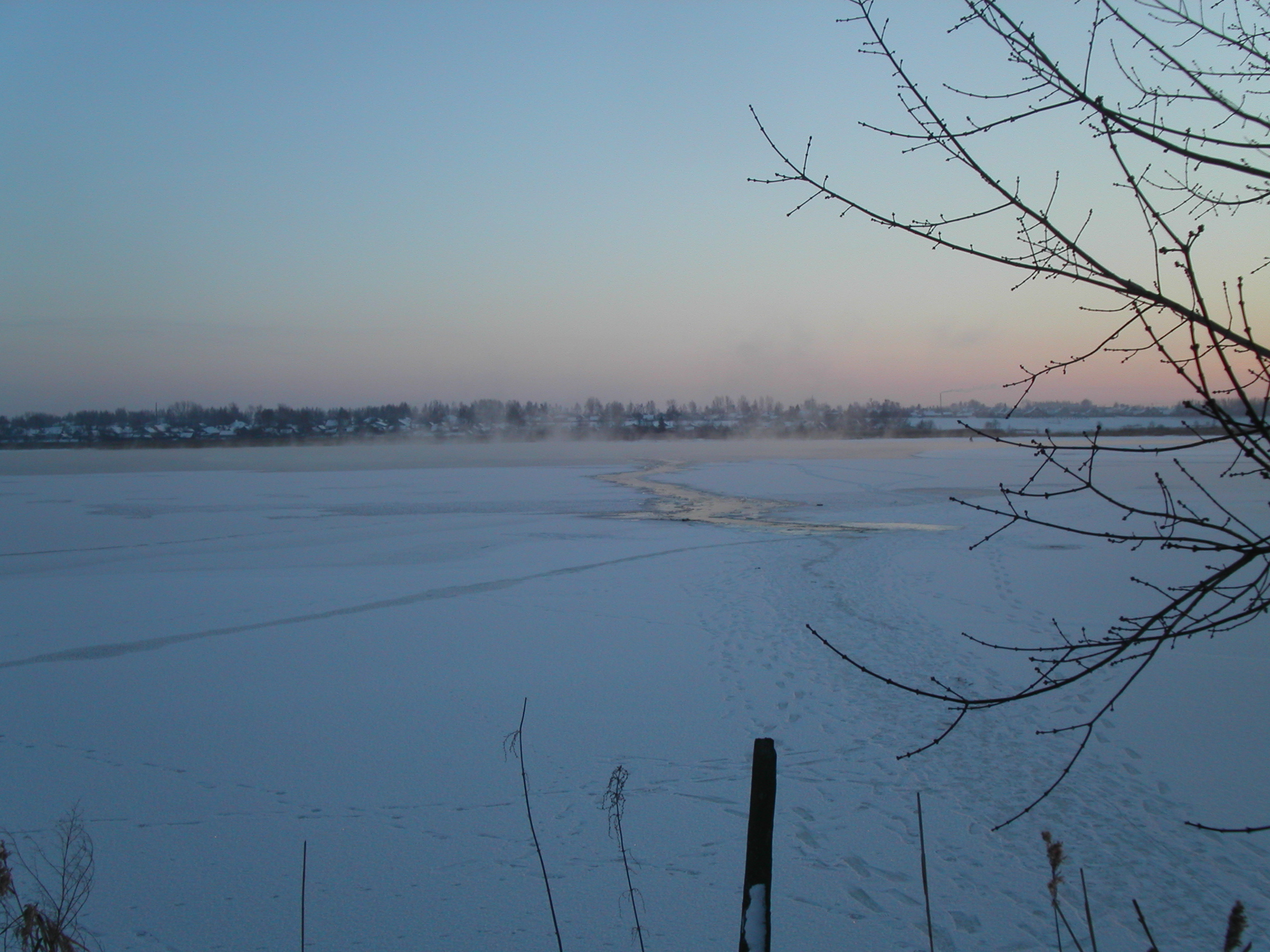

瓦德斯科耶湖（俄语：Вадское），是俄羅斯的湖泊，位於該國西部，由下諾夫哥羅德州負責管轄，長1.75公里、寬0.6公里，面積0.56平方公里，海拔高度102米，集水區面積397平方公里，平均水深3米，最大水深15米。